# 叶堡镇
叶堡镇，是中华人民共和国甘肃省天水市秦安县下辖的一个乡镇级行政单位。
2015年，甘肃省民政厅批复同意撤销叶堡乡，设立叶堡镇。

## 行政区划
叶堡镇下辖以下地区：
何坪村、牌楼村、庞宋村、金城村、新阳村、叶堡村、侯滩村、李坪村、马庙村、钱坪村、三棵树村、东升村、何李村、师河村、新区村、新联村、武庄村、吴沟村、王沟村、程崖村、程沟村和窦沟村。